# Haitianisch-sambische Beziehungen
Die haitianisch-sambischen Beziehungen beschreiben das bilaterale Verhältnis zwischen der Republik Haiti einerseits und der Republik Sambia andererseits.
Die im Jahr 1804 von Frankreich unabhängig gewordene Republik Haiti und die 1964 vom Vereinigten Königreich in die Unabhängigkeit entlassene Republik Sambia nahmen 1975 diplomatische Beziehungen auf.
Es wurden keine diplomatischen oder konsularischen Vertretungen im jeweils anderen Land eingerichtet. Sambias Botschafter in den Vereinigten Staaten ist in Haiti nebenakkreditiert.
Seit der Formalisierung der bilateralen Beziehungen waren weder im politischen noch im wirtschaftlichen oder kulturellen Bereich besondere Aktivitäten zu beobachten, die über Absichtserklärungen hinausgingen.